# Belarussischer Fußballpokal 2008/09
Der Belarussische Fußballpokal 2008/09 war die 18. Austragung des belarussischen Pokalwettbewerbs der Männer. Das Finale fand am 31. Mai 2009 im Dinamo-Stadion von Minsk statt. Titelverteidiger MTZ-RIPA Minsk schied im Viertelfinale gegen den FK Njoman Hrodna aus. Pokalsieger wurde Naftan Nawapolazk, der sich im Finale gegen den FK Schachzjor Salihorsk durchsetzte. Für Schachzjor war es die dritte Finalniederlage in den letzten vier Jahren.

## Modus
Im Gegensatz zur Liga wurde der Pokal im Herbst-Frühjahr-Rhythmus ausgetragen. Bis zur 2. Runde wurden die Begegnungen in einem Spiel ausgetragen. Bei unentschiedenem Ausgang wurde zur Ermittlung des Siegers eine Verlängerung gespielt. Stand danach kein Sieger fest, folgte ein Elfmeterschießen. Ab dem Achtelfinale wurden die Sieger in Hin- und Rückspiel ermittelt. Der Pokalsieger qualifizierte sich für die UEFA Europa League.

## Teilnehmende Teams
| Wyschejschaja Liha (16) | Perschaja Liha (14) | Druhaja Liha (15) | Amatarskaja Liha (6)                                                                                             |
| --- | --- | --- | --- |
| - BATE Baryssau - FK Dinamo Minsk - FK Daryda - FK Dinamo Brest - FK Homel - MTZ-RIPA Minsk - FK Njoman Hrodna - Dnjapro Mahiljou - FK Hranit Mikaschewitschy - Lakamatyu Minsk - Naftan Nawapolazk - FK Schachzjor Salihorsk - FK Sawit Mahiljou - FK Tarpeda Schodsina - FK Smarhon - FK Wizebsk | - FK Baranawitschy - Dinamo Belcard Hrodna - Belschyna Babrujsk - Chimik Swetlahorsk - FK Kamunalnik Slonim - FK Lida - FK Minsk - FK Polazk - FK Slawija-Masyr - PMZ Pastawy - Spartak Schklou - Wedrytsch-97 Retschyza - FK Weras Njaswisch - FK Wolna Pinsk | - FK Assipowitschy - FK Bjarosa - Swjasda BHU Minsk - DSK Homel - FK Schlobin - Liwadyja Dsjarschynsk - FK Haradseja - FK Kletschesk Klezk - FK Maladsetschna - FK Njoman Masty - FK Orscha - BDATU-Niwa Samachwalawitschy - Sluzkzukar Sluzk - Wertikal Kalinkawitschy - Mjasakambinat Wizebsk | - MSAL Minsk - Start Mjory - PMK-7 Hanzawitschy - Zementnik Krasnaselski - Neftjanik Retschyza - Niwa Tschawussy |

## Vorrunde
Um die Anzahl der Mannschaften auf 32 zu reduzieren, wurde eine Vorrunde durchgeführt. Teilnehmer waren 4 Vereine aus der dritten Liga und 2 Amateurvereine, die sich über den regionalen Pokal qualifiziert hatten.
| Datum      |                               | Ergebnis |                             |
| ---------- | ----------------------------- | -------- | --------------------------- |
| 30.07.2008 | MSAL Minsk (A)                | 00:10    | DSK Homel (III)             |
| 30.07.2008 | Niwa Tschawussy (A)           | 4:1      | Liwadyja Dsjarschynsk (III) |
| 30.07.2008 | Wertikal Kalinkawitschy (III) | kampflos | Mjasakambinat Wizebsk (III) |

## 1. Runde
Teilnehmer: Die 3 Sieger der Vorrunde, 14 Mannschaften der zweiten Liga, 11 weitere Teams aus der dritten Liga und 4 weitere Amateurvereine, die sich über den regionalen Pokal qualifiziert hatten. Die unterklassigen Teams hatten Heimrecht.
| Datum      |                                    | Ergebnis              |                               |
| ---------- | ---------------------------------- | --------------------- | ----------------------------- |
| 30.07.2008 | Swjasda BHU Minsk (III)            | 1:0                   | Sluzkzukar Sluzk (III)        |
| 30.07.2008 | BDATU-Niwa Samachwalawitschy (III) | 0:2                   | PMZ Pastawy (II)              |
| 30.07.2008 | FK Schlobin (III)                  | 2:5                   | Wedrytsch-97 Retschyza (II)   |
| 30.07.2008 | Start Mjory (A)                    | 1:6 n. V.             | Chimik Swetlahorsk (II)       |
| 30.07.2008 | PMK-7 Hanzawitschy (A)             | 0:3                   | FK Slawija-Masyr (II)         |
| 30.07.2008 | FK Haradseja (III)                 | 1:2 n. V.             | Dinamo Belcard Hrodna (II)    |
| 30.07.2008 | FK Orscha (III)                    | 0:3                   | FK Weras Njaswisch (II)       |
| 30.07.2008 | FK Maladsetschna (III)             | 1:3                   | FK Wolna Pinsk (II)           |
| 30.07.2008 | Neftjanik Retschyza (A)            | 0:1                   | FK Lida (II)                  |
| 30.07.2008 | FK Njoman Masty (III)              | 2:0                   | FK Baranawitschy (II)         |
| 30.07.2008 | FK Assipowitschy (III)             | 5:3                   | FK Polazk (II)                |
| 30.07.2008 | Zementnik Krasnaselski (A)         | 1:7                   | FK Kamunalnik Slonim (II)     |
| 30.07.2008 | FK Kletschesk Klezk (III)          | 0:0 n. V. (4:2 i. E.) | Spartak Schklou (II)          |
| 30.07.2008 | FK Bjarosa (III)                   | 0:4                   | FK Minsk (II)                 |
| 03.08.2008 | Niwa Tschawussy (A)                | 0:8                   | Belschyna Babrujsk (II)       |
| 06.08.2008 | DSK Homel (III)                    | 1:3                   | Wertikal Kalinkawitschy (III) |

## 2. Runde
Teilnehmer waren die 16 Sieger der ersten Runde und die 16 Mannschaften der Wyschejschaja Liha 2008. Die unterklassigen Teams hatten Heimrecht.
| Datum      |                               | Ergebnis              |                               |
| ---------- | ----------------------------- | --------------------- | ----------------------------- |
| 03.09.2008 | Swjasda BHU Minsk (III)       | 1:4                   | FK Hranit Mikaschewitschy (I) |
| 03.09.2008 | PMZ Pastawy (II)              | 1:3                   | MTZ-RIPA Minsk (I)            |
| 03.09.2008 | Wertikal Kalinkawitschy (III) | 0:4                   | Lakamatyu Minsk (I)           |
| 03.09.2008 | FK Lida (II)                  | 1:1 n. V. (1:3 i. E.) | FK Njoman Hrodna (I)          |
| 04.09.2008 | Wedrytsch-97 Retschyza (II)   | 0:1                   | FK Smarhon (I)                |
| 04.09.2008 | FK Weras Njaswisch (II)       | 0:2                   | Naftan Nawapolazk (I)         |
| 04.09.2008 | FK Assipowitschy (III)        | 2:4 n. V.             | FK Schachzjor Salihorsk (I)   |
| 07.09.2008 | Dinamo Belcard Hrodna (II)    | 0:0 n. V. (3:2 i. E.) | Dnjapro Mahiljou (I)          |
| 07.09.2008 | FK Kletschesk Klezk (III)     | 0:5                   | FK Wizebsk (I)                |
| 07.09.2008 | Chimik Swetlahorsk (II)       | 0:2                   | FK Homel (I)                  |
| 07.09.2008 | FK Minsk (II)                 | 2:0                   | FK Sawit Mahiljou (I)         |
| 07.09.2008 | FK Njoman Masty (III)         | 3:7                   | BATE Baryssau (I)             |
| 07.09.2008 | Belschyna Babrujsk (II)       | 2:0                   | FK Dinamo Minsk (I)           |
| 07.09.2008 | FK Wolna Pinsk (II)           | 3:2                   | FK Dinamo Brest (I)           |
| 07.09.2008 | FK Slawija-Masyr (II)         | 1:3                   | FK Tarpeda Schodsina (I)      |
| 07.09.2008 | FK Kamunalnik Slonim (II)     | 1:0                   | FK Daryda (I)                 |

## Achtelfinale
Teilnehmer waren die 16 Sieger der zweiten Runde.
| Datum             |                             | Gesamt          |                               | Hinspiel | Rückspiel |
| ----------------- | --------------------------- | --------------- | ----------------------------- | -------- | --------- |
| 11.10./20.11.2008 | BATE Baryssau (I)           | 5:5 (4:3 i. E.) | FK Minsk (II)                 | 1:4      | 4:1 n. V. |
| 12.10./02.11.2008 | MTZ-RIPA Minsk (I)          | 6:2             | FK Smarhon (I)                | 4:0      | 2:2       |
| 29.10./02.11.2008 | FK Schachzjor Salihorsk (I) | 10:00           | FK Kamunalnik Slonim (II)     | 5:0      | 5:0       |
| 29.10./02.11.2008 | Belschyna Babrujsk (II)     | 1:5             | FK Hranit Mikaschewitschy (I) | 1:4      | 0:1       |
| 29.10./02.11.2008 | Naftan Nawapolazk (I)       | 7:0             | Lakamatyu Minsk (I)           | 3:0      | 4:0       |
| 29.10./02.11.2008 | FK Wolna Pinsk (II)         | 2:6             | FK Homel (I)                  | 0:2      | 2:4       |
| 29.10./02.11.2008 | Dinamo Belcard Hrodna (II)  | 1:7             | FK Njoman Hrodna (I)          | 0:4      | 1:3       |
| 04.11./20.11.2008 | FK Wizebsk (I)              | 3:2             | FK Tarpeda Schodsina (I)      | 0:1      | 3:1 n. V. |

## Viertelfinale
| Datum          |                             | Gesamt    |                               | Hinspiel | Rückspiel |
| -------------- | --------------------------- | --------- | ----------------------------- | -------- | --------- |
| 15./21.03.2009 | FK Schachzjor Salihorsk (I) | 5:0       | FK Hranit Mikaschewitschy (I) | 2:0      | 3:0       |
| 15./21.03.2009 | BATE Baryssau (I)           | 2:1       | FK Wizebsk (I)                | 1:0      | 1:1       |
| 15./21.03.2009 | FK Homel (I)                | (a)2:2(a) | Naftan Nawapolazk (I)         | 1:2      | 1:0       |
| 15./21.03.2009 | MTZ-RIPA Minsk (I)          | 0:3       | FK Njoman Hrodna (I)          | 0:0      | 0:3       |

## Halbfinale
| Datum          |                       | Gesamt |                             | Hinspiel | Rückspiel |
| -------------- | --------------------- | ------ | --------------------------- | -------- | --------- |
| 09./22.04.2009 | FK Njoman Hrodna (I)  | 2:3    | FK Schachzjor Salihorsk (I) | 1:1      | 1:2 n. V. |
| 09./22.04.2009 | Naftan Nawapolazk (I) | 3:0    | BATE Baryssau (I)           | 1:0      | 2:0       |

## Finale
| Paarung                 | Naftan Nawapolazk – FK Schachzjor Salihorsk |
| Ergebnis                | 2:1 n. V. (1:1, 1:0) |
| Datum                   | 31. Mai 2009 |
| Stadion                 | Dinamo-Stadion, Minsk |
| Zuschauer               | 9.000 |
| Schiedsrichter          | Andrej Schukau |
| Tore                    | 1:0 Waleryj Strypejkis (42.) 1:1 Sjarhej Kawaltschuk (88.) 2:1 Dsmitryj Werchauzou (95.) |
| Naftan Nawapolazk       | Mikalaj Ramanjuk – Michail Harbatschou, Dsmitryj Werchauzou, Aljaksej Belawussau , Maksim Karpowitsch – Maksim Rasumau, Ihar Truchau, Filip Rudsik, Wital Waladsjankou (29. Aljaksandr Dsehzjarou) – Waleryj Strypejkis (62. Jauhen Sujeu), Dsmitryj Kamarouski (85. Aljaksandr Jazkewitsch) Cheftrainer: Ihar Kawalewitsch         |
| FK Schachzjor Salihorsk | Andrejs Pawlows – Sergij Ponomarenko (62. Sjarhej Nikifarenka), Raman Kirenkin (46. Aljaksandr Hrenkou), Pawel Plaskonny, Sjarhej Kawaltschuk – Sjarhej Balanowitsch, Andrej Ljawontschyk , Ihar Raschkou, Waleryj Schukouski – Dsmitryj Platanau (79. Michail Marzinowitsch), Ihar Sjuleu Cheftrainer: Anatolij Bogowik ( Ukraine) |
| Gelbe Karten            | Filip Rudsik, Aljaksandr Jazkewitsch – Ihar Sjuleu, Sjarhej Kawaltschuk, Waleryj Schukouski |